# 喜春
喜春（1862年閏八月）為中國清朝時期河北反清領袖王守清的年號，前後共計1個月。
同治元年（1862年）八月十五日，河北武安縣人王守清宣言真天子出世，並以朱洪武轉世相號召，與邯鄲縣人白永金等密謀於閏八月十九日集眾在肥鄉縣逍遙鋪樹旗造反。他們以周國昌為軍師，李致和為元帥，馬永言為先鋒，擬先攻大名，次攻廣府，與山東延家營白蓮教餘眾聯合，進軍北京，取得帝位，改元「喜春」。但不幸事泄，閏八月十一日，白永金等三人被擒，王守清逃亡武安。

## 西元紀年對照表
| 喜春 | 元年   |
| ---- | ------ |
| 公元 | 1862年 |
| 干支 | 壬戌   |

## 同期存在的其他政權年號
- 中國
  - 同治（1862年－1874年）：清朝—同治帝載淳之年號
  - 太平天國（1851年－1864年）：太平天国—洪秀全、洪天貴福之年號
  - 江漢（1854年－1864年）：清朝時期—楊龍喜、朱明月之年號
  - 洪德（1855年－1864年）：大成国— 陳開、黄鼎凤之年號
  - 順天（1859年－1862年）：清朝時期—李永和之年號
  - 天縱（1860年－1863年）：清朝時期—宋继鹏之年號
- 日本
  - 文久（1861年－1864年）：孝明天皇之年號
- 越南
  - 嗣德（1848年－1883年）：阮朝—阮翼宗阮福時之年號

## 來源
1. ↑  同治《肥鄉縣志》卷九〈兵紀〉：「王守清，邯鄲教匪董宗周羽黨也。……屢言黃龍出現，是真命天子，且言朱洪武轉世。同治元年八月十五日，邀同邯鄲人白永金、周洛奔、張三喇叭，武安人郭文訓、韓科、李進與、楊天青、馬永言，元城捕役陳六，廣平人秦五常、苗洛俊，肥鄉人常二磨、劉成，於閏八月十九日作反，孫國昌為軍師，李致和為元帥，馬永言為先峰，先攻大名，次攻廣府，再破北京，勾結至數千人，且約山東延家營餘黨東西相應，剋期舉事。閏八月十一日，先期破案，白永金等三人就擒伏法，王守清奔武安。……據王守清供，傳教有年，信從者多，因思聚眾造反，僭稱皇帝，改元喜春。」